# Sport Klub

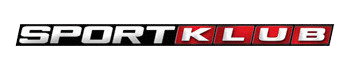
Logo sử dụng từ 2006–2013

Sportklub, trước đây được hiển thị dưới dạng Sport Klub, là một kênh truyền hình về thể thao đã được phát sóng tại  Bosna và Hercegovina, Montenegro, Serbia và Slovenia từ 2006, Croatia từ 2007 và Bắc Macedonia từ 2011. Một phiên bản khác của kênh cũng đã có tại Ba Lan từ năm 2006.
Sportklub phát sóng khá nhiều các sự kiện thể thao như bóng đá, bóng rổ, quần vợt, bóng bầu dục Mỹ, khúc côn cầu trên băng, bóng chuyền, bóng ném, điền kinh, và golf, trong số những thứ khác. Các chương trình được phát sóng bằng tiếng Serbia, tiếng Croatia, tiếng Slovenia, tiếng Macedonia và tiếng Albania.
Kênh được IKO Media Group ra mắt vào năm 2006 và sau đó được bán cho nhiều công ty khác nhau. Nó trước đây có ở Hungary (2006–2015) và România (2006–2012).

## Chương trình

### Bóng đá
- Vòng loại Giải vô địch bóng đá thế giới (Croatia và Slovenia)
- UEFA Champions League (Slovenia, 2021–2024)
- UEFA Europa League (Slovenia, 2021–2024)
- UEFA Europa Conference League (Slovenia, 2021–2024)
- Siêu cúp bóng đá châu Âu (Slovenia, 2021–2024)
- Vòng loại giải vô địch bóng đá châu Âu (chỉ có Croatia và Slovenia, các trận đấu của Slovenia trên Šport TV)
- UEFA Nations League (Croatia và Slovenia)

CONCACAF
- CONCACAF Champions League
- CONCACAF Nations League

CAF
- CAF Champions League

AFC
- AFC Champions League
- AFC Cup
- AFC Asian Cup

Giải quốc nội:
| - Giải bóng đá vô địch quốc gia Đức - Eredivisie - Süper Lig - Giải bóng đá vô địch quốc gia Áo - Giải bóng đá vô địch quốc gia Hy Lạp - Allsvenskan - Giải Ngoại hạng Đan Mạch - Veikkausliiga - Giải bóng đá vô địch quốc gia Bulgaria - Giải bóng đá hạng nhất quốc gia Séc - Giải vô địch Slovenia - Giải vô địch quốc gia Slovakia | - Giải bóng đá ngoại hạng Israel - Úrvalsdeild - Giải vô địch quốc gia Litva - Giải bóng đá vô địch quốc gia Latvia - Meistriliiga - Giải vô địch quốc gia Moldova - Giải vô địch quốc gia Gruzia - Serie B - Bundesliga 2 - 3. Liga - Giải bóng đá hạng nhì Slovenia - Giải Vô địch quốc gia Ả Rập Xê Út |

Cúp:
| - FA Cup - Cúp bóng đá Thổ Nhĩ Kỳ - Cúp Hiệp hội Bóng đá Hoàng gia Hà Lan - Cúp quốc gia Scotland - Cúp bóng đá Bỉ - Cúp bóng đá Đan Mạch - Cúp bóng đá Bulgaria - Cúp România - Cúp bóng đá Slovenia | - Cúp bóng đá Pháp (chỉ phát trận chung kết) - Cúp bóng đá Slovakia - Cúp quốc gia Israel - Cúp bóng đá Estonia - Siêu cúp Anh - DFL-Supercup - Siêu cúp Thổ Nhĩ Kỳ - Cúp Johan Cruyff |

### Bóng rổ
FIBA
- Vòng loại Giải vô địch bóng rổ thế giới 2023
- Giải vô địch bóng rổ thế giới 2023

Giải đấu:
| - Giải bóng rổ châu Âu - Giải bóng rổ EuroCup - Giải bóng rổ vô địch quốc gia Đức - Giải bóng rổ Ngoại hạng Israel | - Giải bóng rổ Litva - Giải bóng rổ hạng nhất Slovenia - Giải bóng rổ quốc gia Úc |

Cúp:
- Cúp bóng rổ Đức

### Quần vợt
- Giải Vô địch Wimbledon
- ATP World Tour Masters 1000
- ATP Tour 500
- ATP Tour 250
- ATP Finals
- WTA Tour

### Đua xe
- Công thức 1
- Công thức 2
- Công thức 3
- MotoGP (Ngoại trừ ở Slovenia)
- Moto 2 (Ngoại trừ ở Slovenia)
- Moto 3 (Ngoại trừ ở Slovenia)
- NASCAR

### Bóng bầu dục Mỹ
- CEFL
- Nacionalna Liga Srbije

### Bóng chuyền
- PlusLiga
- SuperLega
- Serie A1 Women
- Giải bóng chuyền nam Thổ Nhĩ Kỳ
- Giải bóng chuyền nữ Thổ Nhĩ Kỳ
- Giải bóng chuyền nam Slovenia
- Giải bóng chuyền nữ Slovenia
- Giải bóng chuyền Bundesliga
- Giải bóng chuyền nam quốc tế FIVB
- Giải bóng chuyền nữ quốc tế FIVB

### Khúc côn cầu trên băng
- NHL

### Bóng ném
- Nemzeti Bajnokság I
- Giải bóng ném hạng nhất Slovenia

### Điền kinh
- Diamond League

### Bóng nước
- LEN Champions League

## Nova Sport
Ngày 4 tháng 12 năm 2019, The United Group đã ra mắt kênh thể thao thứ 2 có tên Nova Sport.